# Bad Fideris

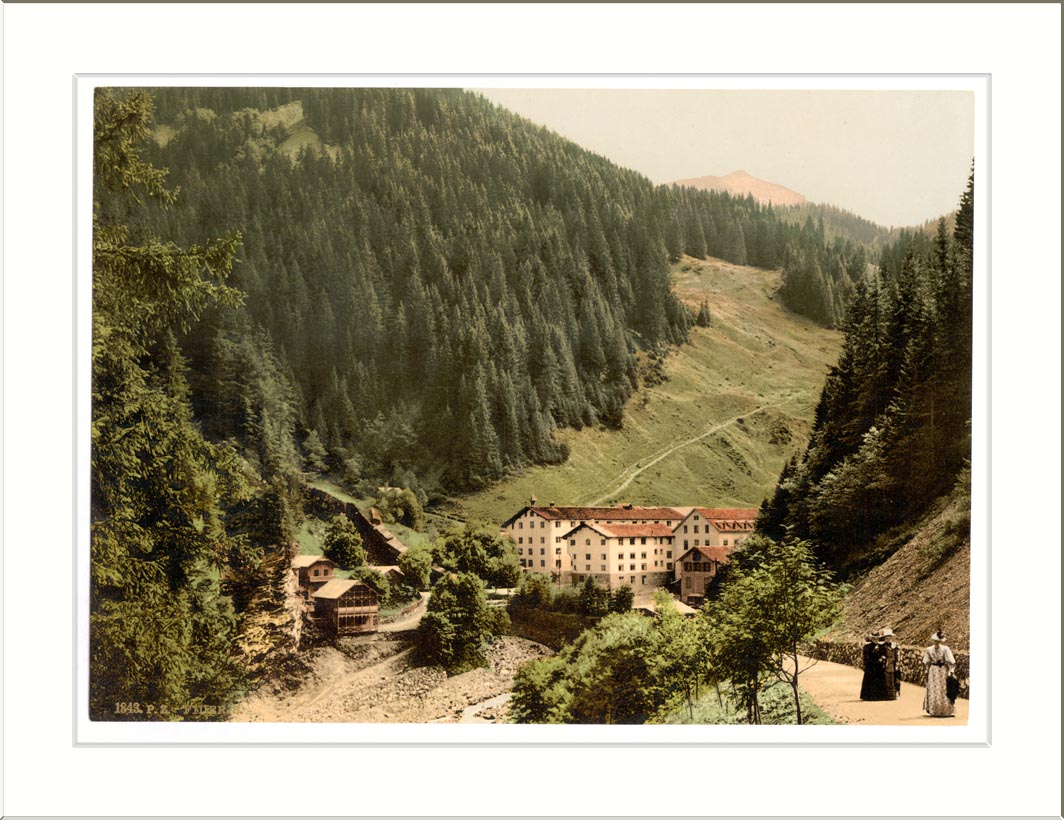
Das Bad Fideris im Winkel des Arieschtobels (rechts) und des Raschitscher Tobels (links)

Das Bad Fideris war ein Kurbad südlich der Gemeinde Fideris im bündnerischen Prättigau. 1464 erstmals erwähnt, galt es vom 16. bis ins ausgehende 19. Jahrhundert als eines der bedeutendsten Bäder der Schweiz. Die Heilquelle setzte einen natrium- und eisenhaltigen Säuerling frei. 1939 startete die letzte Saison, 1967 verschüttete ein Hochwasser die Quellen und zerstörte die nicht mehr gepflegten Gebäude. Heute sind auf dem Gelände des ehemaligen Fideriser Bads keine Spuren seiner 500-jährigen Geschichte erkennbar. Eine Rundweg führt ab dem Dorf Fideris zu diesem Lostplace, wo eine Grillhütte und Infotafeln zu finden sind.

## Geschichte

### Anfänge
Das Bad Fideris wurde 1464 erstmals in einer Urkunde erwähnt. 1496 veräusserte Graf Gaudenz von Matsch mit dem Gericht Castels auch das Bad Fideris an Erzherzog Siegmund von Österreich-Tirol. Die neuen Herren verpachteten das Bad fortan als Lehen.
1545 führte der Raschitscherbach, an dessen rechtem Ufer sich das Bad befand, Hochwasser. Dieses zerstörte die Anlagen und verschüttete die Quellen. Landvogt Peter Finer von Aspermont aus Grüsch, dem der spätere Kaiser Ferdinand I. vier Jahre zuvor das Lehen auf Lebenszeit verliehen hatte, liess das Bad wieder aufbauen. Bei der Wiederherstellung wurde eine weitere Quelle (später als die «untere Quelle» bezeichnet) entdeckt.
Das Fideriser Wasser (kohlensäurehaltige Natron-Eisen-Säuerlinge) fand Verwendung bei Behandlungen gegen Blutarmut sowie bei Magen-, Darm-, Blasen- und Nierenleiden.

### Entwicklung und Ausbau
Schon 1550 verfügte die Anlage neben zusätzlichen Räumen und Zimmern wieder über eine Küche, eine Metzgerei und eine Bäckerei. Fideris zählte im 16. Jahrhundert denn auch mit Alvaneu-Bad, Baden, Brigerbad, Bad Pfäfers, Bormio im Veltlin und dem Bad Tarasp zu den wichtigsten Bädern der Schweiz.
Die beiden grossen Badgebäude standen auf einem eingeebneten Abhang. 1611 standen den Kurgästen schon über 60 hölzerne Wannen zur Verfügung, deren Wassertemperatur und -Menge sie regulieren konnten. Der Zugang zur Anlage erfolgte über eine Brücke, die den Arieschbach überquerte. Dieser Übergang wurde mehrmals von Hochwassern weggerissen und wieder neu errichtet; zum Teil als einfacher Steg, als Hängewerk oder als überdachte Brücke.
Nach dem Loskauf des Prättigaus von Österreich 1649 konnten sich die damaligen Lehensnehmer Paul Valär aus Fideris und Jann von Sprecher von der Lehenschaft frei kaufen. Es folgten mehrere Besitzerwechsel, bis Pankratius Engel aus St. Antönien das Bad übernahm. Unter seiner Führung und später unter der Leitung seines Sohns Simon wurde stark in den Ausbau des Bads und in dessen Schutz durch Wuhren investiert. Pankratius liess 1766 eine Sägerei errichten.
Unter Simon Engel wurde 1782 auch die obere Quelle entdeckt, die fortan als Trinkquelle benutzt wurde. Diese Quelle entsprang rund 135 Meter südlich über dem Badhaus einem Mergelschieferfelsen. Pro Minute lieferte sie 1,5 Liter Mineralwasser, das den Gästen zum Trinken angeboten wurde. Direkt bei der Quelle stand denn auch eine Trinkhalle. Die untere Quelle war mit einem Pumpwerk ausgestattet, das das Wasser über einen grossen Wärmekessel ins Bad leitete.

### Die Ära Donau
Um 1806 erwarb Hans Däscher aus Luzein das Bad. Er liess die 1766 errichtete Säge abbrechen und in den Luzeiner Weiler Dalvazza versetzen. Um den Erhalt der Gebäude kümmerte er sich nicht. Das holte sein Nachfolger nach: 1817 wurde Johann Luzi Donau von Fideris Besitzer der Anlage. In den 41 Jahren unter Donau als Direktor erlebte das Bad einen grossen Aufschwung: Er liess eine Trinklaube errichten und eine neue Brücke über den Arieschbach erstellen, erhöhte die beiden Häuser und baute neben neuen Stallungen auch einen Tanzboden und ein Waschhaus. 1830 verfügte das Bad über einen eigenen Arzt und eine Apotheke.
Unter Donau profitierte der Betrieb auch vom Ausbau der neuen Talstrasse durch das Prättigau, die von 1843 bis 1864 gebaut wurde. Johann Luzi Donau galt fortan als «der Fideriser Badwirt» schlechthin. In die Ära Donau fiel 1830 auch die Publikation einer umfangreichen und detaillierten Beschreibung der wichtigsten Bäder in der Schweiz. Der Autor führte darin das Fideriser Bad neben den Bädern wie Baden, Leukerbad, Lostorf oder Schinznach-Bad unter «den besuchtesten Bädern» auf. Zumindest zu diesem Zeitpunkt war das Bad jeweils von Anfang Juni bis Ende September geöffnet.

### Blüte in der zweiten Hälfte des 19. Jahrhunderts

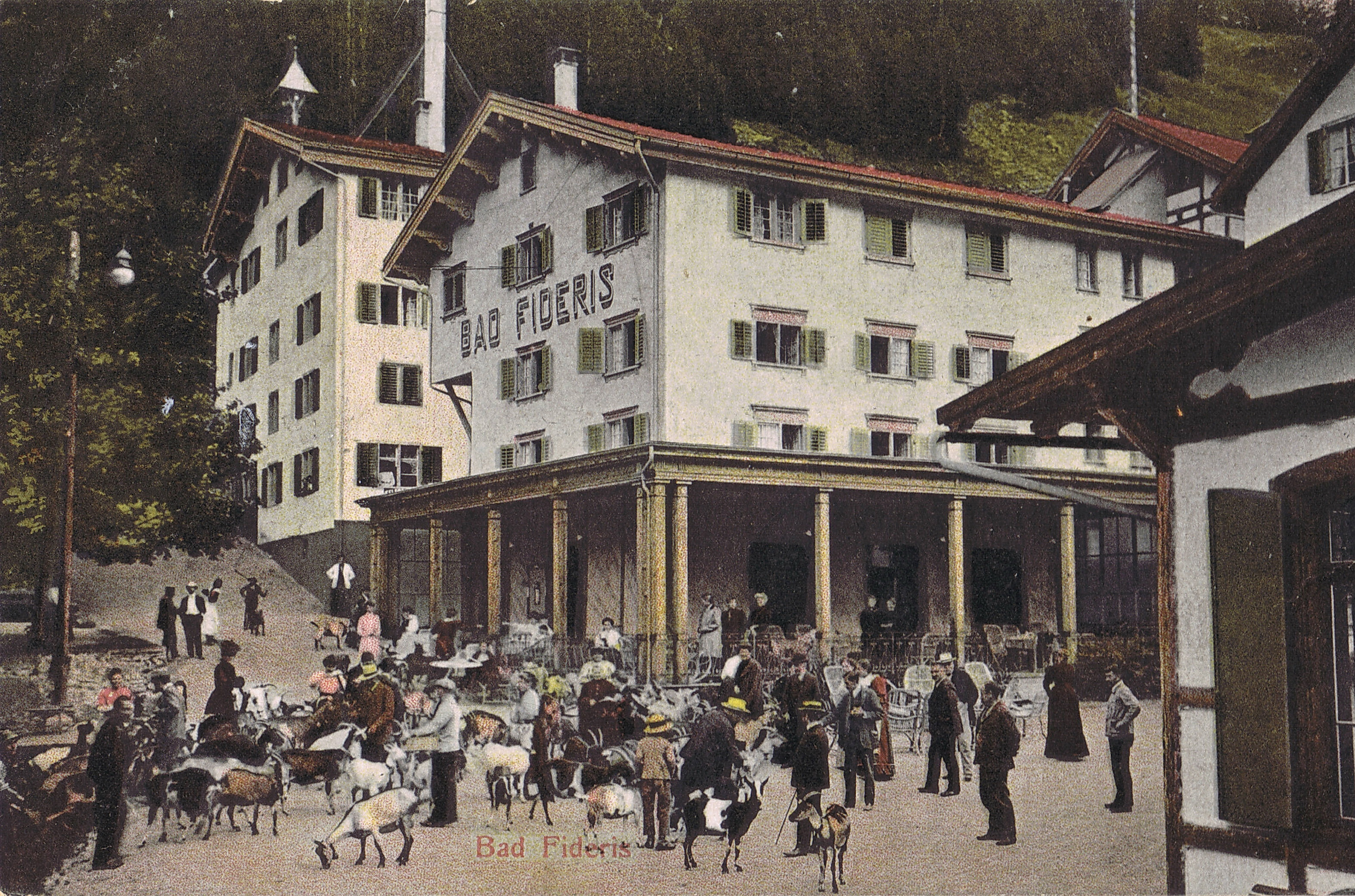
Kolorierte Postkarte von Bad Fideris

Nach einigen Besitzerwechseln übernahm 1865 eine Gesellschaft die Anlage, worauf das Bad 18 Jahre lang unter der Leitung des Fideriser Direktors Johannes Alexander stand. Konnten zu Beginn des 19. Jahrhunderts rund 100 Gäste beherbergt werden, waren es 1867 bereits 250 Gäste in 127 Zimmern, worauf der Bau 1875/1876 nochmals durch 42 Einzelzimmer erweitert wurde. 1896 verfügten die Gäste im Bad Fideris bereits über elektrisches Licht.
Das Wachstum des Bads wirkte sich auch auf die touristische Infrastruktur des Dorfs Fideris aus. Dort wurden mehrere Wirtschaften errichtet, so beispielsweise im Ritterhof, der von ca. 1825 an vom Badwirt Donau bewohnt wurde und fortan als "Badewirtschaft" diente. An der Strasse, die vom Dorf zum Bad führte, entstand 1860 das Hotel Quadera, 1881 das Hotel Aquasana und 1891 das Hotel Kulm.
Sonntags strömten zudem die Bewohner der Gegend auf das Gelände; nicht in erster Linie, um zu baden, sondern um sich bei Musik und Tanz zu vergnügen: Das Bad verfügte in seiner Blüte über eine eigene «Kurmusik».
In der hauseigenen Bäckerei wurde im ausgehenden 19. Jahrhundert die heute noch bekannte «Fideriser Torte» kreiert. Ulrich Boner, der als Konditor in Russland tätig gewesen war, soll das Rezept von seinem dortigen Aufenthalt mitgebracht haben. Es ist in das Inventar des kulinarischen Erbes der Schweiz aufgenommen worden.

### Niedergang
Als Arbeitgeber wie auch als Abnehmer von lokalen Produkten stellte das Bad für Fideris und dessen Umgebung einen wichtigen Wirtschaftszweig dar. Die Auswirkungen des Ersten Weltkriegs aber zeigten sich in einem markanten Abschwung der Logiernächte. Der Betrieb konnte jedoch über die Zwischenkriegszeit hinweg bis 1939 aufrechterhalten werden. Sechs Jahre nach dieser letzten Saison wurde die Liegenschaft zum Abbruch verkauft. Sie wurde nicht mehr genutzt, bis 1967 ein Hochwasser (Rüfe) die Anlage zerstörte.

## Bekannte Gäste
- Simeon Bavier, gehörte von 1879 bis 1882 als erster Bündner dem Bundesrat an.
- Johann Beeli von Belfort (1685–1742), Landammann, Abgesandter der Drei Bünde und Landrichter des Grauen Bunds.
- Anton Cadonau[7], Schweizer Kaufmann (1850–1929).
- Otto Carisch, Schweizer reformierter Pfarrer und Historiker. Starb im Sommer 1858 im Bad Fideris.
- Regula Engel-Egli, Ehefrau eines schweizerischen Söldneroffiziers im Dienste Napoleon Bonapartes (die «schweizerische Amazone»).
- Michael Gaismair, Bauernführer in Tirol und Salzburg zur Zeit des Deutschen Bauernkriegs.[8]
- Stefan Anton George, deutscher Lyriker.
- Conrad Gessner, Schweizer Arzt, Naturforscher und Altphilologe.
- Jörg Jenatsch, Bündner Pfarrer und Politiker. Perpetua von Rosenroll, die Schwester des von Jenatsch 1627 im Duell getöteten Jakob Ruinelli, versuchte Jenatsch in der Küche des Fideriser Bads ermorden zu lassen.[2]
- Otmar Kunz (um 1530–1577), von 1564 bis 1577 Fürstabt der Benediktinerabtei St. Gallen.[9]
- Sabine Lepsius und Reinhold Lepsius, deutsche Porträtmaler.
- Thomas Planta, römisch-katholischer Bischof von Chur. Starb 1565 im Bad Fideris.
- Johanna Spyri, Schweizer Jugendschriftstellerin und die Schöpferin der bekannten Romanfigur Heidi. Die Fideriser Ziegenherden boten ihr den Stoff zur Erzählung Moni der Geissbub.[2]